# Fuck tha Police
"Fuck Tha Police" é uma canção do grupo estadunidense de gangsta rap N.W.A.. Ficou famosa pela sua agressividade e pelo fato de que, após o lançamento desta, o grupo recebeu uma intimação autoritária do FBI para maneirar nas suas rimas. A música faz parte do repertório do álbum Straight Outta Compton. Foi incluída na lista das 500 melhores canções de todos os tempos da Revista Rolling Stone.